# Desiree Dolron
Desiree Dolron (Haarlem, 16 april 1963) is een Nederlands fotografe en filmmaker. Dolron is zowel bekend om haar indringende reisreportages als door haar geënsceneerde fotografie en videowerken.
In 1996 ontving ze de Laureate Prix de Rome, waarna ze met haar serie Xteriors (2001-2018) internationale bekendheid verwierf. In 2019 werd Desiree Dolron gehonoreerd als Artist Of the Year door American Friends of Museums in Israel. 

## Biografie
Dolron is onder andere bekend om haar autonome reisreportages zoals de serie Exaltation - Images of Religion and Death een bundeling van reisreportages waarin religieuze rituelen uit India, Thailand, de Filipijnen en Marokko worden getoond. 
Daarnaast haar serie Te di todos mis suenos (Ik gaf je al mijn Dromen, 2002) die bestaat uit foto's gemaakt op een grootformaat 4x5 camera in Cuba.
In haar serie ‘Xteriors’ (2001-2018) bekent Desiree Dolron zich aan de schilderkunst door haar anonieme modellen een zweem te geven van de Vlaamse Primitieven en Johannes Vermeer. De sereniteit en het mysterie die deze schilders in hun werk wisten te leggen, benadert de fotograaf meesterlijk in portretten die door lichtval en subtiele digitale aanpassingen nauwelijks nog aan foto’s doen denken. 
Een van haar recente tentoonstelling 'Prelude: Forever Someone Else' (2017) is een serie foto's die Dolron maakte tijdens haar reizen tussen 1991 en 2001 en vormen een onderdeel van een documentaire monografie die naar alle waarschijnlijkheid wordt voltooid in 2021-2022.

## Collecties
Dolron haar werk is vertegenwoordigd in de internationale kunst collecties van onder andere het Guggenheim in New York het Victoria & Albert in Londen, Boijmans van Beuningen, Museo Nacional Centro de Arte Reina Sofia, National Museum of Qatar, Kunstmuseum Den Haag, Museum of fine-arts, Houston, Sir Elton John collection, Rabobank kunstcollectie en Collection Neuflize Vie.
In de eerste helft van 2005 was er een eerste overzichtstentoonstelling van haar werk te zien in het Fotomuseum Den Haag en in 2017 een solo tentoonstelling A Retrospective in het Singer Museum, Laren.
In 2018 werd zij genomineerd als Kunstenaar van het Jaar.

## Tentoonstellingen(selectie)
- 1993 Desiree Dolron, De Nederlandsche Bank, Amsterdam
- 1994 Selected Works, Galerie Serieuze Zaken, Amsterdam
- 1994 Religion and Death, Kunsthal, Rotterdam
- 1995 Desiree Dolron, Aschenbach Gallery. Amsterdam
- 1995 Silence of the Eye, RijksMuseum, Public space, Amsterdam
- 1995 Desiree Dolron, Stedelijk Museum het Domein, Sittard
- 1998 Behind the Eye, Groninger Museum, Groningen
- 1998 Gaze, Flatland Gallery, Utrecht
- 2001 Xteriors, Loerakker Gallery, Amsterdam
- 2002 Statement, Paris Photo, Paris.
- 2002 Te dí todos mis Sueños, Loerakker Gallery, Amsterdam
- 2002 Les Rencontres Internationales de la Photographie, Arles
- 2002 Exaltation, Fototeca, Havana, Cuba
- 2003 Te dí todos mis sueños, Michael Hoppen Gallery, London
- 2004 Xteriors, Michael Hoppen Gallery, London
- 2005 Retrospective, Fotomuseum Den Haag, Den Haag
- 2006 Exaltation, Gaze, Xteriors, Instituut Néerlandais, Paris
- 2007 Hotel California, Wallraf-Richartz-Museum & Foundation Corboud, Köln. Met Thomas Wrede.
- 2009 Fotografins Hus, Stockholm
- 2010 Fototeca de Cuba, Havana
- 2013 Solo presentation, Art Basel, Hong Kong
- 2015 Solo for Grimm at Paris Photo L.A.
- 2016 I will show you fear in a handful of dust, RavenFoundation, Amsterdam
- 2017 Forever Someone Else, GRIMM, Amsterdam
- 2017 Desiree Dolron, A Retrospective, Singer Museum, Laren
- 2019 Love in a mist, Harvard University, Complex Systems (2017) - Desiree Dolron
- 2020 Chapter Three, Uncertain, TX - Desiree Dolron, Het Hem, Zaandam